# Lista de senadores do Brasil por número de mandatos
Esta lista de senadores do Brasil por número de mandatos traz uma relação dos senadores eleitos, efetivados e suplentes convocados a compor o Senado Federal do Brasil, sendo que parlamentares ainda em atividade têm os nomes grafados em negrito.
Para efeito de compreensão, as listas que seguem agrupam os senadores da República Federativa do Brasil em três grupos segundo a sua investidura: os eleitos para exercer um mandato efetivo, os suplentes efetivados ante a interrupção do mandato do titular e aqueles cujo mandato senatorial era transitório em virtude de uma licença ou de hipóteses previstas em lei.
Os senadores são eleitos para um mandato de oito anos renovado em um ou dois terços a cada quadriênio para representar as unidades federativas do Brasil sendo que cada uma possui três cadeiras na Câmara Alta do Parlamento, ressalvando-se que em 1978 os Colégios Eleitorais dos estados elegeram 22 senadores biônicos.
A ordem de apresentação que se segue foi baseada no número de mandatos de cada senador a partir de sua primeira eleição (no caso dos efetivos) observada, quando possível, a ordem alfabética. O nome dos parlamentares reproduz a designação constante na página do Senado Federal, exceto nos casos de grafias diferentes apontadas pelo respectivo TRE ou consagradas pelo uso.

## Senadores efetivos
Constam a seguir os eleitos para o exercício de mandato efetivo conforme a lei vigente à época do pleito, sendo que senadores no exercício de cargo executivo constam como efetivos.

### Relação dos senadores com até cinco mandatos
| Pos. | Senador | Senador                  | Naturalidade             | Mandatos | Unidades federativas             | Ano da eleição               |
| ---- | ------- | ------------------------ | ------------------------ | -------- | -------------------------------- | ---------------------------- |
| 1º   |         | Ruy Barbosa              | Salvador, BA             | 5        | Bahia                            | 1890, 1892, 1897, 1906, 1915 |
| -    |         | José Sarney              | Pinheiro, MA             | 5        | Maranhão · Amapá                 | 1970, 1978 1990, 1998, 2006  |
| 3º   |         | Vidal Ramos              | Lages, SC                | 4        | Santa Catarina                   | 1914, 1918, 1922, 1935       |
| -    |         | Filinto Müller           | Cuiabá, MT               | 4        | Mato Grosso                      | 1947, 1954, 1962, 1970       |
| -    |         | Rui Carneiro             | Pombal, PB               | 4        | Paraíba                          | 1950, 1958, 1966, 1974       |
| -    |         | Dinarte Mariz            | Serra Negra do Norte, RN | 4        | Rio Grande do Norte              | 1954, 1962, 1970, 1978       |
| -    |         | Alexandre Costa          | Caxias, MA               | 4        | Maranhão                         | 1970, 1978, 1986, 1994       |
| -    |         | Pedro Simon              | Caxias do Sul, RS        | 4        | Rio Grande do Sul                | 1978, 1990, 1998, 2006       |
| -    |         | Edison Lobão             | Mirador, MA              | 4        | Maranhão                         | 1986, 1994, 2002, 2010       |
| -    |         | José Agripino Maia       | Mossoró, RN              | 4        | Rio Grande do Norte              | 1986, 1994, 2002, 2010       |
| -    |         | Alvaro Dias              | Quatá, SP                | 4        | Paraná                           | 1982, 1998, 2006, 2014       |
| -    |         | Renan Calheiros          | Murici, AL               | 4        | Alagoas                          | 1994, 2002, 2010, 2018       |
| 13º  |         | Eloi de Sousa            | Recife, PE               | 3        | Rio Grande do Norte              | 1914, 1921, 1935             |
| -    |         | José Pires Rebelo        | São Benedito do Sul, PE  | 3        | Piauí                            | 1923, 1927, 1935             |
| -    |         | João Vilas Boas          | Cáceres, MT              | 3        | Mato Grosso                      | 1935, 1945, 1954             |
| -    |         | Pedro Ludovico           | Goiás, GO                | 3        | Goiás                            | 1945, 1954, 1962             |
| -    |         | Vitorino Freire          | Pedra, PE                | 3        | Maranhão                         | 1947, 1954, 1962             |
| -    |         | Daniel Krieger           | São Luiz Gonzaga, RS     | 3        | Rio Grande do Sul                | 1954, 1962, 1970             |
| -    |         | Adalberto Sena           | Cruzeiro do Sul, AC      | 3        | Acre                             | 1962, 1966, 1974             |
| -    |         | Arnon de Melo            | Rio Largo, AL            | 3        | Alagoas                          | 1962, 1970, 1978             |
| -    |         | José Guiomard            | Perdigão, MG             | 3        | Acre                             | 1962, 1970, 1978             |
| -    |         | Jarbas Passarinho        | Xapuri, AC               | 3        | Pará                             | 1966, 1974, 1986             |
| -    |         | João Calmon              | Colatina, ES             | 3        | Espírito Santo                   | 1970, 1978, 1986             |
| -    |         | Lourival Batista         | Entre Rios, BA           | 3        | Sergipe                          | 1970, 1978, 1986             |
| -    |         | Nelson Carneiro          | Salvador, BA             | 3        | Guanabara · Rio de Janeiro       | 1970 1978, 1986              |
| -    |         | Saldanha Derzi           | Ponta Porã, MS           | 3        | Mato Grosso · Mato Grosso do Sul | 1970 1978, 1986              |
| -    |         | Saturnino Braga          | Rio de Janeiro, RJ       | 3        | Rio de Janeiro                   | 1974, 1982, 1998             |
| -    |         | Itamar Franco            | Salvador, BA             | 3        | Minas Gerais                     | 1974, 1982, 2010             |
| -    |         | Humberto Lucena          | João Pessoa, PB          | 3        | Paraíba                          | 1978, 1986, 1994             |
| -    |         | Marco Maciel             | Recife, PE               | 3        | Pernambuco                       | 1982, 1990, 2002             |
| -    |         | Gerson Camata            | Castelo, ES              | 3        | Espírito Santo                   | 1986, 1994, 2002             |
| -    |         | Teotônio Vilela Filho    | Viçosa, AL               | 3        | Alagoas                          | 1986, 1994, 2002             |
| -    |         | Eduardo Suplicy          | São Paulo, SP            | 3        | São Paulo                        | 1990, 1998, 2006             |
| -    |         | Garibaldi Alves Filho    | Natal, RN                | 3        | Rio Grande do Norte              | 1990, 2002, 2010             |
| -    |         | Antônio Carlos Valadares | Simão Dias, SE           | 3        | Sergipe                          | 1994, 2002, 2010             |
| -    |         | Jader Barbalho           | Belém, PA                | 3        | Pará                             | 1994, 2010, 2018             |
| -    |         | Romero Jucá              | Recife, PE               | 3        | Roraima                          | 1994, 2002, 2010             |
| -    |         | Maria do Carmo Alves     | Cedro de São João, SE    | 3        | Sergipe                          | 1998, 2006, 2014             |
| -    |         | Magno Malta              | Itapetinga, BA           | 3        | Espírito Santo                   | 2002, 2010, 2022             |
| -    |         | Paulo Paim               | Caxias do Sul, RS        | 3        | Rio Grande do Sul                | 2002, 2010, 2018             |

### Relação dos senadores com dois mandatos
| Pos. | Senador                    | Naturalidade                  | Mandatos | Unidades federativas              | Ano da eleição |
| ---- | -------------------------- | ----------------------------- | -------- | --------------------------------- | -------------- |
| 41º  | Costa Rego                 | Pilar, AL                     | 2        | Alagoas                           | 1929, 1935     |
| -    | Clodomir Cardoso           | São Luís, MA                  | 2        | Maranhão                          | 1935, 1945     |
| -    | Cunha Melo                 | Cabo de Santo Agostinho, PE   | 2        | Amazonas                          | 1935, 1954     |
| -    | Flávio Guimarães           | Ponta Grossa, PR              | 2        | Paraná                            | 1935, 1945     |
| -    | José Américo de Almeida    | Areia, PB                     | 2        | Paraíba                           | 1935, 1947     |
| -    | Leandro Maciel             | Rosário do Catete, SE         | 2        | Sergipe                           | 1935, 1966     |
| -    | Ribeiro Gonçalves          | Amarante, PI                  | 2        | Piauí                             | 1935, 1947     |
| -    | Vespasiano Martins         | Campo Grande, MS              | 2        | Mato Grosso                       | 1935, 1945     |
| -    | Álvaro Adolfo              | São Benedito, CE              | 2        | Pará                              | 1945, 1954     |
| -    | Atílio Vivacqua            | Muniz Freire, ES              | 2        | Espírito Santo                    | 1945, 1954     |
| -    | Georgino Avelino           | Angicos, RN                   | 2        | Rio Grande do Norte               | 1945, 1954     |
| -    | Magalhães Barata           | Belém, PA                     | 2        | Pará                              | 1945, 1954     |
| -    | Matias Olímpio             | Barras, PI                    | 2        | Piauí                             | 1945, 1954     |
| -    | Nereu Ramos                | Lages, SC                     | 2        | Santa Catarina                    | 1945, 1954     |
| -    | Novaes Filho               | Cabo de Santo Agostinho, PE   | 2        | Pernambuco                        | 1945, 1954     |
| -    | Aloysio de Carvalho        | Salvador, BA                  | 2        | Bahia                             | 1945, 1966     |
| -    | Álvaro Maia                | Humaitá, AM                   | 2        | Amazonas                          | 1945, 1966     |
| -    | Apolônio Sales             | Altinho, PE                   | 2        | Pernambuco                        | 1947, 1950     |
| -    | Artur Bernardes Filho      | Viçosa, MG                    | 2        | Minas Gerais                      | 1947, 1950     |
| -    | Fernandes Távora           | Jaguaribe, CE                 | 2        | Ceará                             | 1947, 1954     |
| -    | Maynard Gomes              | Rosário do Catete, SE         | 2        | Sergipe                           | 1947, 1954     |
| -    | Sá Tinoco                  | Itaperuna, RJ                 | 2        | Rio de Janeiro                    | 1947, 1950     |
| -    | Carlos Lindenberg          | Cachoeiro de Itapemirim, ES   | 2        | Espírito Santo                    | 1950, 1966     |
| -    | Júlio César Leite          | Riachuelo, SE                 | 2        | Sergipe                           | 1950, 1962     |
| -    | Vivaldo Lima Filho         | Manaus, AM                    | 2        | Amazonas                          | 1950, 1958     |
| -    | Assis Chateaubriand        | Umbuzeiro, PB                 | 2        | Paraíba · Maranhão                | 1952 1955      |
| -    | Argemiro Figueiredo        | Campina Grande, PB            | 2        | Paraíba                           | 1954, 1962     |
| -    | Auro de Moura Andrade      | Barretos, SP                  | 2        | São Paulo                         | 1954, 1962     |
| -    | Benedito Valadares         | Pará de Minas, MG             | 2        | Minas Gerais                      | 1954, 1962     |
| -    | Gilberto Marinho           | Pelotas, RS                   | 2        | Guanabara                         | 1954, 1962     |
| -    | Lino de Matos              | Ipauçu, SP                    | 2        | São Paulo                         | 1954, 1962     |
| -    | Mourão Vieira              | Manaus, AM                    | 2        | Amazonas                          | 1954, 1962     |
| -    | Rui Palmeira               | São Miguel dos Campos, AL     | 2        | Alagoas                           | 1954, 1962     |
| -    | Sebastião Archer           | São Luís, MA                  | 2        | Maranhão                          | 1954, 1962     |
| -    | Afonso Arinos              | Belo Horizonte, MG            | 2        | Distrito Federal · Rio de Janeiro | 1958 1986      |
| -    | Correia da Costa           | Cuiabá, MT                    | 2        | Mato Grosso                       | 1958, 1966     |
| -    | Guido Mondin               | Porto Alegre, RS              | 2        | Rio Grande do Sul                 | 1958, 1966     |
| -    | Menezes Pimentel           | Santa Quitéria, CE            | 2        | Ceará                             | 1958, 1966     |
| -    | Milton Campos              | Ponte Nova, MG                | 2        | Minas Gerais                      | 1958, 1966     |
| -    | Lobão da Silveira          | Bragança, PA                  | 2        | Pará                              | 1959, 1962     |
| -    | Antônio Carlos Konder Reis | Itajaí, SC                    | 2        | Santa Catarina                    | 1962, 1970     |
| -    | Cattete Pinheiro           | Monte Alegre, PA              | 2        | Pará                              | 1962, 1970     |
| -    | Eurico Resende             | Ubá, MG                       | 2        | Espírito Santo                    | 1962, 1970     |
| -    | Josaphat Marinho           | Ubaíra, BA                    | 2        | Bahia                             | 1962, 1990     |
| -    | Vasconcelos Torres         | Campos dos Goytacazes, RJ     | 2        | Rio de Janeiro                    | 1962, 1970     |
| -    | Wilson Gonçalves           | Cajazeiras, PB                | 2        | Ceará                             | 1962, 1970     |
| -    | João Abraão                | Araguari, MG                  | 2        | Goiás                             | 1965, 1966     |
| -    | Petrônio Portela           | Valença do Piauí, PI          | 2        | Piauí                             | 1966, 1974     |
| -    | Teotônio Vilela            | Viçosa, AL                    | 2        | Alagoas                           | 1966, 1974     |
| -    | Danton Jobim               | Avaré, SP                     | 2        | Guanabara                         | 1970, 1974     |
| -    | Amaral Peixoto             | Rio de Janeiro, RJ            | 2        | Rio de Janeiro                    | 1970, 1978     |
| -    | Benedito Ferreira          | Urutaí, GO                    | 2        | Goiás                             | 1970, 1978     |
| -    | Franco Montoro             | São Paulo, SP                 | 2        | São Paulo                         | 1970, 1978     |
| -    | Helvídio Nunes             | Picos, PI                     | 2        | Piauí                             | 1970, 1978     |
| -    | Jessé Freire               | Macaíba, RN                   | 2        | Rio Grande do Norte               | 1970, 1978     |
| -    | Lenoir Vargas              | Tupanciretã, RS               | 2        | Santa Catarina                    | 1970, 1978     |
| -    | Luís Cavalcanti            | Rio Largo, AL                 | 2        | Alagoas                           | 1970, 1978     |
| -    | Milton Cabral              | Umbuzeiro, PB                 | 2        | Paraíba                           | 1970, 1978     |
| -    | Tarso Dutra                | Porto Alegre, RS              | 2        | Rio Grande do Sul                 | 1970, 1978     |
| -    | Virgílio Távora            | Jaguaribe, CE                 | 2        | Ceará                             | 1970, 1982     |
| -    | Luís Viana Filho           | Paris, FRA                    | 2        | Bahia                             | 1974, 1982     |
| -    | Mauro Benevides            | Fortaleza, CE                 | 2        | Ceará                             | 1974, 1986     |
| -    | Afonso Camargo             | Curitiba, PR                  | 2        | Paraná                            | 1978, 1986     |
| -    | José Richa                 | São Fidélis, RJ               | 2        | Paraná                            | 1978, 1986     |
| -    | Jutahy Magalhães           | Rio de Janeiro, RJ            | 2        | Bahia                             | 1978, 1986     |
| -    | Fábio Lucena               | Barcelos, AM                  | 2        | Amazonas                          | 1982, 1986     |
| -    | Albano Franco              | Aracaju, SE                   | 2        | Sergipe                           | 1982, 1990     |
| -    | Guilherme Palmeira         | Maceió, AL                    | 2        | Alagoas                           | 1982, 1990     |
| -    | Odacir Soares              | Rio Branco, AC                | 2        | Rondônia                          | 1982, 1990     |
| -    | José Ignácio Ferreira      | Vitória, ES                   | 2        | Espírito Santo                    | 1982, 1994     |
| -    | Jorge Bornhausen           | Rio de Janeiro, RJ            | 2        | Santa Catarina                    | 1982, 1998     |
| -    | Hugo Napoleão              | Portland, EUA                 | 2        | Piauí                             | 1986, 1994     |
| -    | José Fogaça                | Porto Alegre, RS              | 2        | Rio Grande do Sul                 | 1986, 1994     |
| -    | Nabor Júnior               | Tarauacá, AC                  | 2        | Acre                              | 1986, 1994     |
| -    | Carlos Patrocínio          | Monte Azul, MG                | 2        | Tocantins                         | 1988, 1994     |
| -    | Epitácio Cafeteira         | João Pessoa, PB               | 2        | Maranhão                          | 1990, 2006     |
| -    | Esperidião Amin            | Florianópolis, SC             | 2        | Santa Catarina                    | 1990, 2018     |
| -    | Marluce Pinto              | Jaguaruana, CE                | 2        | Roraima                           | 1990, 1994     |
| -    | Antônio Carlos Magalhães   | Salvador, BA                  | 2        | Bahia                             | 1994, 2002     |
| -    | Jefferson Peres            | Manaus, AM                    | 2        | Amazonas                          | 1994, 2002     |
| -    | Jonas Pinheiro             | Santo Antônio de Leverger, MT | 2        | Mato Grosso                       | 1994, 2002     |
| -    | José Serra                 | São Paulo, SP                 | 2        | São Paulo                         | 1994, 2014     |
| -    | Leomar Quintanilha         | Goiânia, GO                   | 2        | Tocantins                         | 1994, 2002     |
| -    | Marina Silva               | Rio Branco, AC                | 2        | Acre                              | 1994, 2002     |
| -    | Osmar Dias                 | Quatá, SP                     | 2        | Paraná                            | 1994, 2002     |
| -    | Ramez Tebet                | Três Lagoas, MS               | 2        | Mato Grosso do Sul                | 1994, 2002     |
| -    | Romeu Tuma                 | São Paulo, SP                 | 2        | São Paulo                         | 1994, 2002     |
| -    | Roberto Requião            | Curitiba, PR                  | 2        | Paraná                            | 1994, 2010     |
| -    | Mozarildo Cavalcanti       | Boa Vista, RR                 | 2        | Roraima                           | 1998, 2006     |
| -    | Tião Viana                 | Rio Branco, AC                | 2        | Acre                              | 1998, 2006     |
| -    | João Alberto Souza         | São Vicente Ferrer, MA        | 2        | Maranhão                          | 1998, 2010     |
| -    | Cristovam Buarque          | Recife, PE                    | 2        | Distrito Federal                  | 2002, 2010     |
| -    | Delcídio Amaral            | Corumbá, MS                   | 2        | Mato Grosso do Sul                | 2002, 2010     |
| -    | Jayme Campos               | Várzea Grande, MT             | 2        | Mato Grosso                       | 2006, 2018     |
| -    | Ciro Nogueira              | Teresina, PI                  | 2        | Piauí                             | 2010, 2018     |
| -    | Eduardo Braga              | Belém, PA                     | 2        | Amazonas                          | 2010, 2018     |
| -    | Humberto Costa             | Campinas, SP                  | 2        | Pernambuco                        | 2010, 2018     |
| -    | Randolfe Rodrigues         | Garanhuns, PE                 | 2        | Amapá                             | 2010, 2018     |
| -    | Sérgio Petecão             | Rio Branco, AC                | 2        | Acre                              | 2010, 2018     |
| -    | Demóstenes Torres          | Anicuns, GO                   | 2        | Goiás                             | 2002, 2010     |
| -    | Flávio Arns                | Curitiba, PR                  | 2        | Paraná                            | 2002, 2018     |
| -    | João Capiberibe            | Afuá, PA                      | 2        | Amapá                             | 2002, 2010     |
| -    | João Ribeiro               | Campo Alegre de Goiás, GO     | 2        | Tocantins                         | 2002, 2010     |
| -    | José Maranhão              | Araruna, PB                   | 2        | Paraíba                           | 2002, 2014     |
| -    | Lúcia Vânia                | Cumari, GO                    | 2        | Goiás                             | 2002, 2010     |
| -    | Marcelo Crivella           | Rio de Janeiro, RJ            | 2        | Rio de Janeiro                    | 2002, 2010     |
| -    | Tasso Jereissati           | Fortaleza, CE                 | 2        | Ceará                             | 2002, 2014     |
| -    | Valdir Raupp               | São João do Sul, SC           | 2        | Rondônia                          | 2002, 2010     |
| -    | Fernando Collor            | Rio de Janeiro, RJ            | 2        | Alagoas                           | 2006, 2014     |
| -    | Jarbas Vasconcelos         | Vicência, PE                  | 2        | Pernambuco                        | 2006, 2018     |
| -    | Kátia Abreu                | Goiânia, GO                   | 2        | Tocantins                         | 2006, 2014     |
| -    | Wellington Dias            | Oeiras, PI                    | 2        | Piauí                             | 2010, 2022     |
| -    | Davi Alcolumbre            | Macapá, AP                    | 2        | Amapá                             | 2014, 2022     |
| -    | Omar Aziz                  | São Paulo, SP                 | 2        | Amazonas                          | 2014, 2022     |
| -    | Otto Alencar               | Ruy Barbosa, BA               | 2        | Bahia                             | 2014, 2022     |
| -    | Romário Faria              | Rio de Janeiro, RJ            | 2        | Rio de Janeiro                    | 2014, 2022     |
| -    | Wellington Fagundes        | Rondonópolis, MT              | 2        | Mato Grosso                       | 2014, 2022     |

### Relação dos senadores com um mandato
| Pos. | Senador                   | Naturalidade                 | Mandatos | Unidades federativas | Ano da eleição |
| ---- | ------------------------- | ---------------------------- | -------- | -------------------- | -------------- |
| 155º | Abel Chermont             | Belém, PA                    | 1        | Pará                 | 1935           |
| -    | Abelardo Conduru          | Belém, PA                    | 1        | Pará                 | 1935           |
| -    | Alcântara Machado         | Piracicaba, SP               | 1        | São Paulo            | 1935           |
| -    | Alfredo Backer            | Macaé, RJ                    | 1        | Rio de Janeiro       | 1935           |
| -    | Alfredo da Mata           | Salvador, BA                 | 1        | Amazonas             | 1935           |
| -    | Antônio Jorge             | Ponta Grossa, PR             | 1        | Paraná               | 1935           |
| -    | Artur Costa               | Santo Amaro, BA              | 1        | Santa Catarina       | 1935           |
| -    | Augusto Leite             | Riachuelo, SE                | 1        | Sergipe              | 1935           |
| -    | Cândido Ramos             | Lages, SC                    | 1        | Santa Catarina       | 1935           |
| -    | Cesário de Melo           | Rio de Janeiro, RJ           | 1        | Distrito Federal     | 1935           |
| -    | Duarte Lima               | Serraria, PB                 | 1        | Paraíba              | 1935           |
| -    | Edgar Arruda              | Fortaleza, CE                | 1        | Ceará                | 1935           |
| -    | Flores da Cunha           | Santana do Livramento, RS    | 1        | Rio Grande do Sul    | 1935           |
| -    | Genaro Pinheiro           | Guaçuí, ES                   | 1        | Espírito Santo       | 1935           |
| -    | Genésio Rego              | Coroatá, MA                  | 1        | Maranhão             | 1935           |
| -    | Jerônimo Monteiro Filho   | São Paulo, SP                | 1        | Espírito Santo       | 1935           |
| -    | Joaquim Inácio Filho      | Martins, RN                  | 1        | Rio Grande do Norte  | 1935           |
| -    | Jones Rocha               | Recife, PE                   | 1        | Distrito Federal     | 1935           |
| -    | José de Sá                | Pesqueira, PE                | 1        | Pernambuco           | 1935           |
| -    | Macedo Soares             | São Gonçalo, RJ              | 1        | Rio de Janeiro       | 1935           |
| -    | Manoel de Góes Monteiro   | São Luís do Quitunde, AL     | 1        | Alagoas              | 1935           |
| -    | Manoel Veloso Borges      | Pilar, PB                    | 1        | Paraíba              | 1935           |
| -    | Mário Caiado              | Goiás, GO                    | 1        | Goiás                | 1935           |
| -    | Medeiros Neto             | Alcobaça, BA                 | 1        | Bahia                | 1935           |
| -    | Moraes Barros             | Piracicaba, SP               | 1        | São Paulo            | 1935           |
| -    | Nero de Macedo Carvalho   | Nasceu em Goiás              | 1        | Goiás                | 1935           |
| -    | Pacheco de Oliveira       | Cachoeira, BA                | 1        | Bahia                | 1935           |
| -    | Ribeiro Junqueira         | Leopoldina, MG               | 1        | Minas Gerais         | 1935           |
| -    | Simões Lopes              | Pelotas, RS                  | 1        | Rio Grande do Sul    | 1935           |
| -    | Tomaz Lobo                | Recife, PE                   | 1        | Pernambuco           | 1935           |
| -    | Valdomiro Magalhães       | Passos, MG                   | 1        | Minas Gerais         | 1935           |
| -    | Waldemar Falcão           | Baturité, CE                 | 1        | Ceará                | 1935           |
| -    | Adalberto Ribeiro         | Recife, PE                   | 1        | Paraíba              | 1945           |
| -    | Alfredo Neves             | Barra Mansa, RJ              | 1        | Rio de Janeiro       | 1945           |
| -    | Cícero de Vasconcelos     | Viçosa, AL                   | 1        | Alagoas              | 1945           |
| -    | Dário Cardoso             | Corumbá de Goiás, GO         | 1        | Goiás                | 1945           |
| -    | Durval Cruz               | Capela, SE                   | 1        | Sergipe              | 1945           |
| -    | Ernesto Dorneles          | São Borja, RS                | 1        | Rio Grande do Sul    | 1945           |
| -    | Esmaragdo de Freitas      | Floriano, PI                 | 1        | Piauí                | 1945           |
| -    | Etelvino Lins             | Sertânia, PE                 | 1        | Pernambuco           | 1945           |
| -    | Ferreira de Sousa         | Santa Cruz, RN               | 1        | Rio Grande do Norte  | 1945           |
| -    | Getúlio Vargas            | São Borja, RS                | 1        | Rio Grande do Sul    | 1945           |
| -    | Hamilton Nogueira         | Campos dos Goytacazes, RJ    | 1        | Distrito Federal     | 1945           |
| -    | Henrique Novaes           | Cachoeiro de Itapemirim, ES  | 1        | Espírito Santo       | 1945           |
| -    | Ismar de Góes Monteiro    | Maceió, AL                   | 1        | Alagoas              | 1945           |
| -    | Ivo d'Aquino              | Florianópolis, SC            | 1        | Santa Catarina       | 1945           |
| -    | Levindo Coelho            | Catas Altas da Noruega, MG   | 1        | Minas Gerais         | 1945           |
| -    | Luís Carlos Prestes       | Porto Alegre, RS             | 1        | Distrito Federal     | 1945           |
| -    | Marcondes Filho           | São Paulo, SP                | 1        | São Paulo            | 1945           |
| -    | Melo Viana                | Sabará, MG                   | 1        | Minas Gerais         | 1945           |
| -    | Olavo Oliveira            | Granja, CE                   | 1        | Ceará                | 1945           |
| -    | Pereira Júnior            | Alcântara, MA                | 1        | Maranhão             | 1945           |
| -    | Pereira Pinto             | Campos dos Goytacazes, RJ    | 1        | Rio de Janeiro       | 1945           |
| -    | Pinto Aleixo              | Rio de Janeiro, RJ           | 1        | Bahia                | 1945           |
| -    | Plínio Pompeu             | Ipu, CE                      | 1        | Ceará                | 1945           |
| -    | Roberto Glasser           | Canguçu, RS                  | 1        | Paraná               | 1945           |
| -    | Valdemar Pedrosa          | Manaus, AM                   | 1        | Amazonas             | 1945           |
| -    | Walter Franco             | Laranjeiras, SE              | 1        | Sergipe              | 1945           |
| -    | Vergniaud Wanderley       | Campina Grande, PB           | 1        | Paraíba              | 1945           |
| -    | Alfredo Nasser            | Caiapônia, GO                | 1        | Goiás                | 1947           |
| -    | Andrade Ramos             | Rio de Janeiro, RJ           | 1        | Distrito Federal     | 1947           |
| -    | Artur Santos              | Curitiba, PR                 | 1        | Paraná               | 1947           |
| -    | Augusto Meira             | Ceará-Mirim, RN              | 1        | Pará                 | 1947           |
| -    | Euclides Vieira           | Itapira, SP                  | 1        | São Paulo            | 1947           |
| -    | Francisco Gallotti        | Tijucas, SC                  | 1        | Santa Catarina       | 1947           |
| -    | João Câmara               | Taipu, RN                    | 1        | Rio Grande do Norte  | 1947           |
| -    | Joaquim Pires             | Barras, PI                   | 1        | Piauí                | 1947           |
| -    | José Neiva de Sousa       | Nova Iorque, MA              | 1        | Maranhão             | 1947           |
| -    | Lúcio Correia             | Araquari, SC                 | 1        | Santa Catarina       | 1947           |
| -    | Pedro de Góes Monteiro    | São Luís do Quitunde, AL     | 1        | Alagoas              | 1947           |
| -    | Pereira Moacir            | Riacho de Santana, BA        | 1        | Bahia                | 1947           |
| -    | Roberto Simonsen          | Santos, SP                   | 1        | São Paulo            | 1947           |
| -    | Salgado Filho             | Porto Alegre, RS             | 1        | Rio Grande do Sul    | 1947           |
| -    | Santos Neves              | São Mateus, ES               | 1        | Espírito Santo       | 1947           |
| -    | Severiano Nunes           | Manaus, AM                   | 1        | Amazonas             | 1947           |
| -    | Alberto Pasqualini        | Ivorá, RS                    | 1        | Rio Grande do Sul    | 1950           |
| -    | Alencastro Guimarães      | São Sebastião do Caí, RS     | 1        | Distrito Federal     | 1950           |
| -    | Alexandre Bayma           | Codó, MA                     | 1        | Maranhão             | 1950           |
| -    | Arêa Leão                 | Teresina, PI                 | 1        | Piauí                | 1950           |
| -    | César Vergueiro           | Santos, SP                   | 1        | São Paulo            | 1950           |
| -    | Domingos Vellasco         | Goiás, GO                    | 1        | Goiás                | 1950           |
| -    | Ezequias Rocha            | Major Isidoro, AL            | 1        | Alagoas              | 1950           |
| -    | Gomes de Oliveira         | Joinville, SC                | 1        | Santa Catarina       | 1950           |
| -    | Kerginaldo Cavalcanti     | Natal, RN                    | 1        | Rio Grande do Norte  | 1950           |
| -    | Landulfo Alves            | Santo Antônio de Jesus, BA   | 1        | Bahia                | 1950           |
| -    | Mozart Lago               | Nova Friburgo, RJ            | 1        | Distrito Federal     | 1950           |
| -    | Onofre Gomes              | Camocim, CE                  | 1        | Ceará                | 1950           |
| -    | Othon Mader               | Paranaguá, PR                | 1        | Paraná               | 1950           |
| -    | Prisco dos Santos         | Belém, PA                    | 1        | Pará                 | 1950           |
| -    | Sílvio Curvo              | Cuiabá, MT                   | 1        | Mato Grosso          | 1950           |
| -    | Alô Guimarães             | Curitiba, PR                 | 1        | Paraná               | 1954           |
| -    | Ari Viana                 | Cachoeiro de Itapemirim, ES  | 1        | Espírito Santo       | 1954           |
| -    | Armando Câmara            | Porto Alegre, RS             | 1        | Rio Grande do Sul    | 1954           |
| -    | Caiado de Castro          | Rio de Janeiro, RJ           | 1        | Distrito Federal     | 1954           |
| -    | Coimbra Bueno             | Rio Verde, GO                | 1        | Goiás                | 1954           |
| -    | Freitas Cavalcanti        | Penedo, AL                   | 1        | Alagoas              | 1954           |
| -    | Jarbas Maranhão           | Nazaré da Mata, PE           | 1        | Pernambuco           | 1954           |
| -    | João Arruda               | Bonito de Santa Fé, PB       | 1        | Paraíba              | 1954           |
| -    | Juracy Magalhães          | Fortaleza, CE                | 1        | Bahia                | 1954           |
| -    | Leônidas Melo             | Barras, PI                   | 1        | Piauí                | 1954           |
| -    | Lima Teixeira             | Santo Amaro, BA              | 1        | Bahia                | 1954           |
| -    | Lourival Fontes           | Riachão do Dantas, SE        | 1        | Sergipe              | 1954           |
| -    | Lúcio Bittencourt         | Juiz de Fora, MG             | 1        | Minas Gerais         | 1954           |
| -    | Moisés Lupion             | Jaguariaíva, PR              | 1        | Paraná               | 1954           |
| -    | Parsifal Barroso          | Fortaleza, CE                | 1        | Ceará                | 1954           |
| -    | Paulo Fernandes           | Porto Alegre, RS             | 1        | Rio de Janeiro       | 1954           |
| -    | Saulo Ramos               | Lages, SC                    | 1        | Santa Catarina       | 1954           |
| -    | Tarcísio Miranda          | Campos dos Goytacazes, RJ    | 1        | Rio de Janeiro       | 1954           |
| -    | Dix-Huit Rosado           | Mossoró, RN                  | 1        | Rio Grande do Norte  | 1958           |
| -    | Eugênio Barros            | Matões, MA                   | 1        | Maranhão             | 1958           |
| -    | Heribaldo Vieira          | Capela, SE                   | 1        | Sergipe              | 1958           |
| -    | Irineu Bornhausen         | Itajaí, SC                   | 1        | Santa Catarina       | 1958           |
| -    | Jefferson de Aguiar       | Vitória, ES                  | 1        | Espírito Santo       | 1958           |
| -    | Joaquim Parente           | Bom Jesus, PI                | 1        | Piauí                | 1958           |
| -    | Mário Calazans            | Paraibuna, SP                | 1        | São Paulo            | 1958           |
| -    | Miguel Couto Filho        | Rio de Janeiro, RJ           | 1        | Rio de Janeiro       | 1958           |
| -    | Otávio Mangabeira         | Salvador, BA                 | 1        | Bahia                | 1958           |
| -    | Silvestre Péricles        | São Luís do Quitunde, AL     | 1        | Alagoas              | 1958           |
| -    | Sousa Naves               | Uberaba, MG                  | 1        | Paraná               | 1958           |
| -    | Taciano de Melo           | Capela, AL                   | 1        | Goiás                | 1958           |
| -    | Zacarias Assunção         | Rio de Janeiro, RJ           | 1        | Pará                 | 1958           |
| -    | Juscelino Kubitschek      | Diamantina, MG               | 1        | Goiás                | 1961           |
| -    | Aarão Steinbruch          | Santa Maria, RS              | 1        | Rio de Janeiro       | 1962           |
| -    | Adolfo Franco             | Ponta Grossa, PR             | 1        | Paraná               | 1962           |
| -    | Amaury Silva              | Rio Negro, PR                | 1        | Paraná               | 1962           |
| -    | Antônio Balbino           | Barreiras, BA                | 1        | Bahia                | 1962           |
| -    | Artur Virgílio Filho      | Manaus, AM                   | 1        | Amazonas             | 1962           |
| -    | Atílio Fontana            | Santa Maria, RS              | 1        | Santa Catarina       | 1962           |
| -    | Aurélio Viana             | Santa Luzia do Norte, AL     | 1        | Guanabara            | 1962           |
| -    | Bezerra Neto              | Lavras da Mangabeira, CE     | 1        | Mato Grosso          | 1962           |
| -    | Carlos Jereissati         | Fortaleza, CE                | 1        | Ceará                | 1962           |
| -    | João Agripino             | Catolé do Rocha, PB          | 1        | Paraíba              | 1962           |
| -    | José Cândido Ferraz       | Teresina, PI                 | 1        | Piauí                | 1962           |
| -    | José Ermírio de Moraes    | Nazaré da Mata, PE           | 1        | Pernambuco           | 1962           |
| -    | José Feliciano Ferreira   | Jataí, GO                    | 1        | Goiás                | 1962           |
| -    | Leite Neto                | Riachuelo, SE                | 1        | Sergipe              | 1962           |
| -    | Mem de Sá                 | Porto Alegre, RS             | 1        | Rio Grande do Sul    | 1962           |
| -    | Oscar Passos              | Porto Alegre, RS             | 1        | Acre                 | 1962           |
| -    | Pessoa de Queiroz         | Umbuzeiro, PB                | 1        | Pernambuco           | 1962           |
| -    | Raul Giuberti             | Colatina, ES                 | 1        | Espírito Santo       | 1962           |
| -    | Sigefredo Pacheco         | Campo Maior, PI              | 1        | Piauí                | 1962           |
| -    | Walfredo Gurgel           | Caicó, RN                    | 1        | Rio Grande do Norte  | 1962           |
| -    | Carvalho Pinto            | São Paulo, SP                | 1        | São Paulo            | 1966           |
| -    | Celso Ramos               | Lages, SC                    | 1        | Santa Catarina       | 1966           |
| -    | Clodomir Millet           | Codó, MA                     | 1        | Maranhão             | 1966           |
| -    | Duarte Filho              | Mossoró, RN                  | 1        | Rio Grande do Norte  | 1966           |
| -    | João Cleofas              | Vitória de Santo Antão, PE   | 1        | Pernambuco           | 1966           |
| -    | Mário Martins             | Petrópolis, RJ               | 1        | Guanabara            | 1966           |
| -    | Ney Braga                 | Lapa, PR                     | 1        | Paraná               | 1966           |
| -    | Paulo Sarasate            | Fortaleza, CE                | 1        | Ceará                | 1966           |
| -    | Paulo Torres              | Cantagalo, RJ                | 1        | Rio de Janeiro       | 1966           |
| -    | Accioly Filho             | Paranaguá, PR                | 1        | Paraná               | 1970           |
| -    | Augusto Franco            | Laranjeiras, SE              | 1        | Sergipe              | 1970           |
| -    | Benjamin Farah            | Corumbá, MS                  | 1        | Guanabara            | 1970           |
| -    | Domício Gondim            | Areia, PB                    | 1        | Paraíba              | 1970           |
| -    | Emival Caiado             | Goiás, GO                    | 1        | Goiás                | 1970           |
| -    | Fausto Gaioso             | Teresina, PI                 | 1        | Piauí                | 1970           |
| -    | Geraldo Mesquita          | Feijó, AC                    | 1        | Acre                 | 1970           |
| -    | Gustavo Capanema          | Pitangui, MG                 | 1        | Minas Gerais         | 1970           |
| -    | Heitor Dias               | Santo Amaro, BA              | 1        | Bahia                | 1970           |
| -    | José Esteves              | Maués, AM                    | 1        | Amazonas             | 1970           |
| -    | José Lindoso              | Manicoré, AM                 | 1        | Amazonas             | 1970           |
| -    | Magalhães Pinto           | Santo Antônio do Monte, MG   | 1        | Minas Gerais         | 1970           |
| -    | Matos Leão                | Mallet, PR                   | 1        | Paraná               | 1970           |
| -    | Orlando Zancaner          | Catiguá, SP                  | 1        | São Paulo            | 1970           |
| -    | Osires Teixeira           | Santa Cruz de Goiás, GO      | 1        | Goiás                | 1970           |
| -    | Paulo Guerra              | Nazaré da Mata, PE           | 1        | Pernambuco           | 1970           |
| -    | Renato Franco             | Belém, PA                    | 1        | Pará                 | 1970           |
| -    | Rui Santos                | Casa Nova, BA                | 1        | Bahia                | 1970           |
| -    | Wilson Campos             | Brejo da Madre de Deus, PE   | 1        | Pernambuco           | 1970           |
| -    | Agenor Maria              | Florânia, RN                 | 1        | Rio Grande do Norte  | 1974           |
| -    | Dirceu Cardoso            | Miracema, RJ                 | 1        | Espírito Santo       | 1974           |
| -    | Evandro Carreira          | Manaus, AM                   | 1        | Amazonas             | 1974           |
| -    | Evelásio Vieira           | Indaial, SC                  | 1        | Santa Catarina       | 1974           |
| -    | Gilvan Rocha              | Propriá, SE                  | 1        | Sergipe              | 1974           |
| -    | Henrique de La Rocque     | São Luís, MA                 | 1        | Maranhão             | 1974           |
| -    | Lázaro Barbosa            | Orizona, GO                  | 1        | Goiás                | 1974           |
| -    | Leite Chaves              | Itaporanga, PB               | 1        | Paraná               | 1974           |
| -    | Marcos Freire             | Recife, PE                   | 1        | Pernambuco           | 1974           |
| -    | Mendes Canale             | Miranda, MS                  | 1        | Mato Grosso          | 1974           |
| -    | Orestes Quércia           | Pedregulho, SP               | 1        | São Paulo            | 1974           |
| -    | Paulo Brossard            | Bagé, RS                     | 1        | Rio Grande do Sul    | 1974           |
| -    | Aderbal Jurema            | João Pessoa, PB              | 1        | Pernambuco           | 1978           |
| -    | Aloysio Chaves            | Viseu, PA                    | 1        | Pará                 | 1978           |
| -    | Amaral Furlan             | Sertãozinho, SP              | 1        | São Paulo            | 1978           |
| -    | Benedito Canelas          | São Manuel, SP               | 1        | Mato Grosso          | 1978           |
| -    | César Cals                | Fortaleza, CE                | 1        | Ceará                | 1978           |
| -    | Dirceu Arcoverde          | Amarante, PI                 | 1        | Piauí                | 1978           |
| -    | Gabriel Hermes            | Castanhal, PA                | 1        | Pará                 | 1978           |
| -    | Gastão Müller             | Três Lagoas, MS              | 1        | Mato Grosso          | 1978           |
| -    | Henrique Santillo         | Ribeirão Preto, SP           | 1        | Goiás                | 1978           |
| -    | Jaison Barreto            | Laguna, SC                   | 1        | Santa Catarina       | 1978           |
| -    | João Bosco de Lima        | Manaus, AM                   | 1        | Amazonas             | 1978           |
| -    | Jorge Kalume              | Belém, PA                    | 1        | Acre                 | 1978           |
| -    | José Lins                 | Crateús, CE                  | 1        | Ceará                | 1978           |
| -    | Lomanto Júnior            | Jequié, BA                   | 1        | Bahia                | 1978           |
| -    | Moacir Dalla              | Colatina, ES                 | 1        | Espírito Santo       | 1978           |
| -    | Murilo Badaró             | Minas Novas, MG              | 1        | Minas Gerais         | 1978           |
| -    | Nilo Coelho               | Petrolina, PE                | 1        | Pernambuco           | 1978           |
| -    | Passos Porto              | Itabaiana, SE                | 1        | Sergipe              | 1978           |
| -    | Pedro Pedrossian          | Miranda, MS                  | 1        | Mato Grosso do Sul   | 1978           |
| -    | Raimundo Parente          | Manaus, AM                   | 1        | Amazonas             | 1978           |
| -    | Tancredo Neves            | São João del-Rei, MG         | 1        | Minas Gerais         | 1978           |
| -    | Vicente Vuolo             | Cuiabá, MT                   | 1        | Mato Grosso          | 1978           |
| -    | Carlos Alberto de Sousa   | Natal, RN                    | 1        | Rio Grande do Norte  | 1982           |
| -    | Carlos Chiarelli          | Pelotas, RS                  | 1        | Rio Grande do Sul    | 1982           |
| -    | Claudionor Roriz          | Jardim, CE                   | 1        | Rondônia             | 1982           |
| -    | Galvão Modesto            | Corumbá, MS                  | 1        | Rondônia             | 1982           |
| -    | Hélio Gueiros             | Fortaleza, CE                | 1        | Pará                 | 1982           |
| -    | João Castelo              | Caxias, MA                   | 1        | Maranhão             | 1982           |
| -    | João Lobo                 | Floriano, PI                 | 1        | Piauí                | 1982           |
| -    | Marcelo Miranda           | Uberaba, MG                  | 1        | Mato Grosso do Sul   | 1982           |
| -    | Marcondes Gadelha         | Sousa, PB                    | 1        | Paraíba              | 1982           |
| -    | Mário Maia                | Rio Branco, AC               | 1        | Acre                 | 1982           |
| -    | Mauro Borges              | Rio Verde, GO                | 1        | Goiás                | 1982           |
| -    | Roberto Campos            | Cuiabá, MT                   | 1        | Mato Grosso          | 1982           |
| -    | Severo Gomes              | São Paulo, SP                | 1        | São Paulo            | 1982           |
| -    | Alfredo Campos            | Abaeté, MG                   | 1        | Minas Gerais         | 1986           |
| -    | Almir Gabriel             | Belém, PA                    | 1        | Pará                 | 1986           |
| -    | Aluísio Bezerra           | Cruzeiro do Sul, AC          | 1        | Acre                 | 1986           |
| -    | Antônio Farias            | Surubim, PE                  | 1        | Pernambuco           | 1986           |
| -    | Carlos Alberto de Carli   | Campinas, SP                 | 1        | Amazonas             | 1986           |
| -    | Chagas Rodrigues          | Parnaíba, PI                 | 1        | Piauí                | 1986           |
| -    | Cid Saboia de Carvalho    | Fortaleza, CE                | 1        | Ceará                | 1986           |
| -    | Dirceu Carneiro           | Caçador, SC                  | 1        | Santa Catarina       | 1986           |
| -    | Divaldo Suruagy           | São Luís do Quitunde, AL     | 1        | Alagoas              | 1986           |
| -    | Fernando Henrique Cardoso | Rio de Janeiro, RJ           | 1        | São Paulo            | 1986           |
| -    | Francisco Rollemberg      | Laranjeiras, SE              | 1        | Sergipe              | 1986           |
| -    | Iram Saraiva              | Goiânia, GO                  | 1        | Goiás                | 1986           |
| -    | Irapuan Costa Júnior      | Goiânia, GO                  | 1        | Goiás                | 1986           |
| -    | José Paulo Bisol          | Porto Alegre, RS             | 1        | Rio Grande do Sul    | 1986           |
| -    | Louremberg Nunes Rocha    | Poxoréu, MT                  | 1        | Mato Grosso          | 1986           |
| -    | Mansueto de Lavor         | Barbalha, CE                 | 1        | Pernambuco           | 1986           |
| -    | Márcio Lacerda            | Corumbá, MS                  | 1        | Mato Grosso          | 1986           |
| -    | Mário Covas               | Santos, SP                   | 1        | São Paulo            | 1986           |
| -    | Maurício Corrêa           | São João do Manhuaçu, MG     | 1        | Distrito Federal     | 1986           |
| -    | Meira Filho               | Taperoá, PB                  | 1        | Distrito Federal     | 1986           |
| -    | Nelson Wedekin            | Mondaí, SC                   | 1        | Santa Catarina       | 1986           |
| -    | Olavo Pires               | Catalão, GO                  | 1        | Rondônia             | 1986           |
| -    | Pompeu de Sousa           | Redenção, CE                 | 1        | Distrito Federal     | 1986           |
| -    | Raimundo Lira             | Cajazeiras, PB               | 1        | Paraíba              | 1986           |
| -    | Ronaldo Aragão            | Santa Cruz do Capibaribe, PE | 1        | Rondônia             | 1986           |
| -    | Ronan Tito                | Pratinha, MG                 | 1        | Minas Gerais         | 1986           |
| -    | Ruy Bacelar               | Entre Rios, BA               | 1        | Bahia                | 1986           |
| -    | Wilson Martins            | Campo Grande, MS             | 1        | Mato Grosso do Sul   | 1986           |
| -    | Antônio Luiz Maia         | Porto Nacional, TO           | 1        | Tocantins            | 1988           |
| -    | Moisés Abrão              | Cumari, GO                   | 1        | Tocantins            | 1988           |
| -    | Amazonino Mendes          | Eirunepé, AM                 | 1        | Amazonas             | 1990           |
| -    | Antônio Mariz             | João Pessoa, PB              | 1        | Paraíba              | 1990           |
| -    | Beni Veras                | Crateús, CE                  | 1        | Ceará                | 1990           |
| -    | César Dias                | Anápolis, GO                 | 1        | Roraima              | 1990           |
| -    | Coutinho Jorge            | Belém, PA                    | 1        | Pará                 | 1990           |
| -    | Darcy Ribeiro             | Montes Claros, MG            | 1        | Rio de Janeiro       | 1990           |
| -    | Elcio Álvares             | Ubá, MG                      | 1        | Espírito Santo       | 1990           |
| -    | Flaviano Melo             | Rio Branco, AC               | 1        | Acre                 | 1990           |
| -    | Hélio Campos              | Rio de Janeiro, RJ           | 1        | Roraima              | 1990           |
| -    | Henrique Almeida          | Curitiba, PR                 | 1        | Amapá                | 1990           |
| -    | João Rocha                | Ribeiro Gonçalves, PI        | 1        | Tocantins            | 1990           |
| -    | Jonas Borges              | Vera Cruz, RN                | 1        | Amapá                | 1990           |
| -    | José Eduardo Vieira       | Tomazina, PR                 | 1        | Paraná               | 1990           |
| -    | Júlio Campos              | Várzea Grande, MT            | 1        | Mato Grosso          | 1990           |
| -    | Júnia Marise              | Belo Horizonte, MG           | 1        | Minas Gerais         | 1990           |
| -    | Levy Dias                 | Aquidauana, MS               | 1        | Mato Grosso do Sul   | 1990           |
| -    | Lucídio Portela           | Valença do Piauí, PI         | 1        | Piauí                | 1990           |
| -    | Onofre Quinan             | Vianópolis, GO               | 1        | Goiás                | 1990           |
| -    | Valmir Campelo            | Crateús, CE                  | 1        | Distrito Federal     | 1990           |
| -    | Ademir Andrade            | Milagres, BA                 | 1        | Pará                 | 1994           |
| -    | Arlindo Porto             | Patos de Minas, MG           | 1        | Minas Gerais         | 1994           |
| -    | Artur da Távola           | Rio de Janeiro, RJ           | 1        | Rio de Janeiro       | 1994           |
| -    | Benedita da Silva         | Rio de Janeiro, RJ           | 1        | Rio de Janeiro       | 1994           |
| -    | Bernardo Cabral           | Manaus, AM                   | 1        | Amazonas             | 1994           |
| -    | Carlos Bezerra            | Chapada dos Guimarães, MT    | 1        | Mato Grosso          | 1994           |
| -    | Carlos Wilson             | Recife, PE                   | 1        | Pernambuco           | 1994           |
| -    | Casildo Maldaner          | Carazinho, RS                | 1        | Santa Catarina       | 1994           |
| -    | Emília Fernandes          | Dom Pedrito, RS              | 1        | Rio Grande do Sul    | 1994           |
| -    | Ernandes Amorim           | Itagibá, BA                  | 1        | Rondônia             | 1994           |
| -    | Francelino Pereira        | Angical do Piauí, PI         | 1        | Minas Gerais         | 1994           |
| -    | Freitas Neto              | Teresina, PI                 | 1        | Piauí                | 1994           |
| -    | Geraldo Melo              | Campo Grande, RN             | 1        | Rio Grande do Norte  | 1994           |
| -    | Gilvam Borges             | Brasília, DF                 | 1        | Amapá                | 1994           |
| -    | Iris Rezende              | Cristianópolis, GO           | 1        | Goiás                | 1994           |
| -    | José Bianco               | Apucarana, PR                | 1        | Rondônia             | 1994           |
| -    | José Eduardo Dutra        | Rio de Janeiro, RJ           | 1        | Sergipe              | 1994           |
| -    | José Roberto Arruda       | Itajubá, MG                  | 1        | Distrito Federal     | 1994           |
| -    | Lauro Campos              | Belo Horizonte, MG           | 1        | Distrito Federal     | 1994           |
| -    | Lúcio Alcântara           | Fortaleza, CE                | 1        | Ceará                | 1994           |
| -    | Lúdio Coelho              | Rio Brilhante, MS            | 1        | Mato Grosso do Sul   | 1994           |
| -    | Mauro Miranda             | Uberaba, MG                  | 1        | Goiás                | 1994           |
| -    | Roberto Freire            | Recife, PE                   | 1        | Pernambuco           | 1994           |
| -    | Ronaldo Cunha Lima        | Guarabira, PB                | 1        | Paraíba              | 1994           |
| -    | Sebastião Rocha           | Gurupá, PA                   | 1        | Amapá                | 1994           |
| -    | Sérgio Machado            | Fortaleza, CE                | 1        | Ceará                | 1994           |
| -    | Vilson Kleinübing         | Montenegro, RS               | 1        | Santa Catarina       | 1994           |
| -    | Waldeck Ornelas           | Ipiaú, BA                    | 1        | Bahia                | 1994           |
| -    | Alberto Silva             | Parnaíba, PI                 | 1        | Piauí                | 1998           |
| -    | Amir Lando                | Concórdia, SC                | 1        | Rondônia             | 1998           |
| -    | Antero Paes de Barros     | Cuiabá, MT                   | 1        | Mato Grosso          | 1998           |
| -    | Eduardo Siqueira Campos   | Campinas, SP                 | 1        | Tocantins            | 1998           |
| -    | Fernando Bezerra          | Santa Cruz, RN               | 1        | Rio Grande do Norte  | 1998           |
| -    | Gilberto Mestrinho        | Manaus, AM                   | 1        | Amazonas             | 1998           |
| -    | Heloísa Helena            | Pão de Açúcar, AL            | 1        | Alagoas              | 1998           |
| -    | José Alencar              | Muriaé, MG                   | 1        | Minas Gerais         | 1998           |
| -    | José Jorge                | Recife, PE                   | 1        | Pernambuco           | 1998           |
| -    | Juvêncio da Fonseca       | Campo Grande, MS             | 1        | Mato Grosso do Sul   | 1998           |
| -    | Luiz Estevão              | Rio de Janeiro, RJ           | 1        | Distrito Federal     | 1998           |
| -    | Luiz Otávio Campos        | Belém, PA                    | 1        | Pará                 | 1998           |
| -    | Luiz Pontes               | Fortaleza, CE                | 1        | Ceará                | 1998           |
| -    | Maguito Vilela            | Jataí, GO                    | 1        | Goiás                | 1998           |
| -    | Ney Suassuna              | Campina Grande, PB           | 1        | Paraíba              | 1998           |
| -    | Paulo Hartung             | Guaçuí, ES                   | 1        | Espírito Santo       | 1998           |
| -    | Paulo Souto               | Caetité, BA                  | 1        | Bahia                | 1998           |
| -    | Almeida Lima              | Santa Rosa de Lima, SE       | 1        | Sergipe              | 2002           |
| -    | Aloizio Mercadante        | Santos, SP                   | 1        | São Paulo            | 2002           |
| -    | Ana Júlia Carepa          | Belém, PA                    | 1        | Pará                 | 2002           |
| -    | Arthur Virgílio Neto      | Manaus, AM                   | 1        | Amazonas             | 2002           |
| -    | Augusto Botelho           | Vitória, ES                  | 1        | Roraima              | 2002           |
| -    | César Borges              | Salvador, BA                 | 1        | Bahia                | 2002           |
| -    | Duciomar Costa            | Tracuateua, PA               | 1        | Pará                 | 2002           |
| -    | Eduardo Azeredo           | Belo Horizonte, MG           | 1        | Minas Gerais         | 2002           |
| -    | Efraim Morais             | Santa Luzia, PB              | 1        | Paraíba              | 2002           |
| -    | Fátima Cleide             | Porto Velho, RO              | 1        | Rondônia             | 2002           |
| -    | Geraldo Mesquita Júnior   | Fortaleza, CE                | 1        | Acre                 | 2002           |
| -    | Hélio Costa               | Barbacena, MG                | 1        | Minas Gerais         | 2002           |
| -    | Heráclito Fortes          | Teresina, PI                 | 1        | Piauí                | 2002           |
| -    | Ideli Salvatti            | São Paulo, SP                | 1        | Santa Catarina       | 2002           |
| -    | Leonel Pavan              | Sarandi, RS                  | 1        | Santa Catarina       | 2002           |
| -    | Mão Santa                 | Parnaíba, PI                 | 1        | Piauí                | 2002           |
| -    | Papaléo Paes              | Belém, PA                    | 1        | Amapá                | 2002           |
| -    | Patrícia Saboya           | Sobral, CE                   | 1        | Ceará                | 2002           |
| -    | Paulo Octávio             | Lavras, MG                   | 1        | Distrito Federal     | 2002           |
| -    | Roseana Sarney            | São Luís, MA                 | 1        | Maranhão             | 2002           |
| -    | Sérgio Cabral Filho       | Rio de Janeiro, RJ           | 1        | Rio de Janeiro       | 2002           |
| -    | Sérgio Guerra             | Recife, PE                   | 1        | Pernambuco           | 2002           |
| -    | Sérgio Zambiasi           | Nova Bréscia, RS             | 1        | Rio Grande do Sul    | 2002           |
| -    | Serys Slhessarenko        | Cruz Alta, RS                | 1        | Mato Grosso          | 2002           |
| -    | Alfredo Nascimento        | Martins, RN                  | 1        | Amazonas             | 2006           |
| -    | Cícero Lucena             | São José de Piranhas, PB     | 1        | Paraíba              | 2006           |
| -    | Eliseu Resende            | Oliveira, MG                 | 1        | Minas Gerais         | 2006           |
| -    | Expedito Júnior           | Guararapes, SP               | 1        | Rondônia             | 2006           |
| -    | Francisco Dornelles       | Belo Horizonte, MG           | 1        | Rio de Janeiro       | 2006           |
| -    | Inácio Arruda             | Fortaleza, CE                | 1        | Ceará                | 2006           |
| -    | João Durval               | Feira de Santana, BA         | 1        | Bahia                | 2006           |
| -    | João Vicente Claudino     | Cajazeiras, PB               | 1        | Piauí                | 2006           |
| -    | Joaquim Roriz             | Luziânia, GO                 | 1        | Distrito Federal     | 2006           |
| -    | Marconi Perillo           | Goiânia, GO                  | 1        | Goiás                | 2006           |
| -    | Mário Couto               | Salvaterra, PA               | 1        | Pará                 | 2006           |
| -    | Marisa Serrano            | Bela Vista, MS               | 1        | Mato Grosso do Sul   | 2006           |
| -    | Raimundo Colombo          | Lages, SC                    | 1        | Santa Catarina       | 2006           |
| -    | Renato Casagrande         | Castelo, ES                  | 1        | Espírito Santo       | 2006           |
| -    | Rosalba Ciarlini          | Mossoró, RN                  | 1        | Rio Grande do Norte  | 2006           |
| -    | Aécio Neves               | Belo Horizonte, MG           | 1        | Minas Gerais         | 2010           |
| -    | Aloysio Nunes             | São José do Rio Preto, SP    | 1        | São Paulo            | 2010           |
| -    | Ana Amélia                | Lagoa Vermelha, RS           | 1        | Rio Grande do Sul    | 2010           |
| -    | Ângela Portela            | Coreaú, CE                   | 1        | Roraima              | 2010           |
| -    | Armando Monteiro          | Recife, PE                   | 1        | Pernambuco           | 2010           |
| -    | Benedito de Lira          | Junqueiro, AL                | 1        | Alagoas              | 2010           |
| -    | Blairo Maggi              | Torres, RS                   | 1        | Mato Grosso          | 2010           |
| -    | Cássio Cunha Lima         | Campina Grande, PB           | 1        | Paraíba              | 2010           |
| -    | Eduardo Amorim            | Itabaiana, SE                | 1        | Sergipe              | 2010           |
| -    | Eunício Oliveira          | Lavras da Mangabeira, CE     | 1        | Ceará                | 2010           |
| -    | Flexa Ribeiro             | Belém, PA                    | 1        | Pará                 | 2010           |
| -    | Gleisi Hoffmann           | Curitiba, PR                 | 1        | Paraná               | 2010           |
| -    | Ivo Cassol                | Concórdia, SC                | 1        | Rondônia             | 2010           |
| -    | Jorge Viana               | Rio Branco, AC               | 1        | Acre                 | 2010           |
| -    | José Pimentel             | Picos, PI                    | 1        | Ceará                | 2010           |
| -    | Lídice da Mata            | Cachoeira, BA                | 1        | Bahia                | 2010           |
| -    | Lindbergh Farias          | João Pessoa, PB              | 1        | Rio de Janeiro       | 2010           |
| -    | Luiz Henrique             | Blumenau, SC                 | 1        | Santa Catarina       | 2010           |
| -    | Marta Suplicy             | São Paulo, SP                | 1        | São Paulo            | 2010           |
| -    | Paulo Bauer               | Blumenau, SC                 | 1        | Santa Catarina       | 2010           |
| -    | Pedro Taques              | Cuiabá, MT                   | 1        | Mato Grosso          | 2010           |
| -    | Ricardo Ferraço           | Cachoeiro de Itapemirim, ES  | 1        | Espírito Santo       | 2010           |
| -    | Rodrigo Rollemberg        | Rio de Janeiro, RJ           | 1        | Distrito Federal     | 2010           |
| -    | Vanessa Grazziotin        | Videira, SC                  | 1        | Amazonas             | 2010           |
| -    | Vicentinho Alves          | Porto Nacional, TO           | 1        | Tocantins            | 2010           |
| -    | Vital do Rego Filho       | Campina Grande, PB           | 1        | Paraíba              | 2010           |
| -    | Waldemir Moka             | Bela Vista, MS               | 1        | Mato Grosso do Sul   | 2010           |
| -    | Walter Pinheiro           | Salvador, BA                 | 1        | Bahia                | 2010           |
| -    | Acir Gurgacz              | Cascavel, PR                 | 1        | Rondônia             | 2014           |
| -    | Antônio Anastasia         | Belo Horizonte, MG           | 1        | Minas Gerais         | 2014           |
| -    | Dário Berger              | Bom Retiro, SC               | 1        | Santa Catarina       | 2014           |
| -    | Elmano Ferrer             | Lavras da Mangabeira, CE     | 1        | Piauí                | 2014           |
| -    | Fátima Bezerra            | Nova Palmeira, PB            | 1        | Rio Grande do Norte  | 2014           |
| -    | Fernando Bezerra Coelho   | Petrolina, PE                | 1        | Pernambuco           | 2014           |
| -    | Gladson Cameli            | Cruzeiro do Sul, AC          | 1        | Acre                 | 2014           |
| -    | José Reguffe              | Rio de Janeiro, RJ           | 1        | Distrito Federal     | 2014           |
| -    | Lasier Martins            | General Câmara, RS           | 1        | Rio Grande do Sul    | 2014           |
| -    | Paulo Rocha               | Terra Alta, PA               | 1        | Pará                 | 2014           |
| -    | Roberto Rocha             | São Luís, MA                 | 1        | Maranhão             | 2014           |
| -    | Ronaldo Caiado            | Anápolis, GO                 | 1        | Goiás                | 2014           |
| -    | Rose de Freitas           | Caratinga, MG                | 1        | Espírito Santo       | 2014           |
| -    | Simone Tebet              | Três Lagoas, MS              | 1        | Mato Grosso do Sul   | 2014           |
| -    | Telmário Mota             | Normandia, RR                | 1        | Roraima              | 2014           |
| -    | Alessandro Vieira         | Passo Fundo, RS              | 1        | Sergipe              | 2018           |
| -    | Ângelo Coronel            | Coração de Maria, BA         | 1        | Bahia                | 2018           |
| -    | Arolde de Oliveira        | São Luís Gonzaga, RS         | 1        | Rio de Janeiro       | 2018           |
| -    | Carlos Viana              | Braúnas, MG                  | 1        | Minas Gerais         | 2018           |
| -    | Chico Rodrigues           | Recife, PE                   | 1        | Roraima              | 2018           |
| -    | Cid Gomes                 | Sobral, CE                   | 1        | Ceará                | 2018           |
| -    | Confúcio Moura            | Dianópolis, TO               | 1        | Rondônia             | 2018           |
| -    | Daniela Ribeiro           | Campina Grande, PB           | 1        | Paraíba              | 2018           |
| -    | Eduardo Girão             | Fortaleza, CE                | 1        | Ceará                | 2018           |
| -    | Eduardo Gomes             | Estância, SE                 | 1        | Tocantins            | 2018           |
| -    | Eliziane Gama             | Monção, MA                   | 1        | Maranhão             | 2018           |
| -    | Fabiano Contarato         | Nova Venécia, ES             | 1        | Espírito Santo       | 2018           |
| -    | Flávio Bolsonaro          | Resende, RJ                  | 1        | Rio de Janeiro       | 2018           |
| -    | Irajá Abreu               | Goiânia, GO                  | 1        | Tocantins            | 2018           |
| -    | Izalci Lucas              | Araújos, MG                  | 1        | Distrito Federal     | 2018           |
| -    | Jaques Wagner             | Rio de Janeiro, RJ           | 1        | Bahia                | 2018           |
| -    | Jorge Kajuru              | Cajuru, SP                   | 1        | Goiás                | 2018           |
| -    | Jorginho Mello            | Ibicaré, SC                  | 1        | Santa Catarina       | 2018           |
| -    | Leila Barros              | Brasília, DF                 | 1        | Distrito Federal     | 2018           |
| -    | Lucas Barreto             | Macapá, AP                   | 1        | Amapá                | 2018           |
| -    | Luís Carlos Heinze        | Candelária, RS               | 1        | Rio Grande do Sul    | 2018           |
| -    | Major Olímpio             | Presidente Venceslau, SP     | 1        | São Paulo            | 2018           |
| -    | Mara Gabrilli             | São Paulo, SP                | 1        | São Paulo            | 2018           |
| -    | Marcelo Castro            | São Raimundo Nonato, PI      | 1        | Piauí                | 2018           |
| -    | Márcio Bittar             | Franca, SP                   | 1        | Acre                 | 2018           |
| -    | Marcos do Val             | Vitória, ES                  | 1        | Espírito Santo       | 2018           |
| -    | Marcos Rogério            | Ji-Paraná, RO                | 1        | Rondônia             | 2018           |
| -    | Mecias de Jesus           | Graça Aranha, MA             | 1        | Roraima              | 2018           |
| -    | Nelson Trad Filho         | Campo Grande, MS             | 1        | Mato Grosso do Sul   | 2018           |
| -    | Oriovisto Guimarães       | Batatais, SP                 | 1        | Paraná               | 2018           |
| -    | Plínio Valério            | Juruá, AM                    | 1        | Amazonas             | 2018           |
| -    | Rodrigo Cunha             | Arapiraca, AL                | 1        | Alagoas              | 2018           |
| -    | Rodrigo Pacheco           | Porto Velho, RO              | 1        | Minas Gerais         | 2018           |
| -    | Rogério Carvalho          | Aracaju, SE                  | 1        | Sergipe              | 2018           |
| -    | Selma Arruda              | Camaquã, RS                  | 1        | Mato Grosso          | 2018           |
| -    | Soraya Thronicke          | Dourados, MS                 | 1        | Mato Grosso do Sul   | 2018           |
| -    | Styvenson Valentim        | Rio Branco, AC               | 1        | Rio Grande do Norte  | 2018           |
| -    | Vanderlan Cardoso         | Iporá, GO                    | 1        | Goiás                | 2018           |
| -    | Veneziano Neto            | Campina Grande, PB           | 1        | Paraíba              | 2018           |
| -    | Weverton Rocha            | Imperatriz, MA               | 1        | Maranhão             | 2018           |
| -    | Zenaide Maia              | Brejo do Cruz, PB            | 1        | Rio Grande do Norte  | 2018           |
| -    | Zequinha Marinho          | Araguacema, TO               | 1        | Pará                 | 2018           |
| -    | Carlos Fávaro             | Bela Vista do Paraíso, PR    | 1        | Mato Grosso          | 2020           |
| -    | Alan Rick                 | Rio Branco, AC               | 1        | Acre                 | 2022           |
| -    | Beto Faro                 | Bujaru, PA                   | 1        | Pará                 | 2022           |
| -    | Camilo Santana            | Crato, CE                    | 1        | Ceará                | 2022           |
| -    | Cleitinho Azevedo         | Divinópolis, MG              | 1        | Minas Gerais         | 2022           |
| -    | Damares Alves             | Paranaguá, PR                | 1        | Distrito Federal     | 2022           |
| -    | Dorinha Rezende           | Goiânia, GO                  | 1        | Tocantins            | 2022           |
| -    | Efraim Morais Filho       | João Pessoa, PB              | 1        | Paraíba              | 2022           |
| -    | Flávio Dino               | São Luís, MA                 | 1        | Maranhão             | 2022           |
| -    | Hamilton Mourão           | Porto Alegre, RS             | 1        | Rio Grande do Sul    | 2022           |
| -    | Hiran Gonçalves           | Tefé, AM                     | 1        | Roraima              | 2022           |
| -    | Jaime Bagattoli           | Presidente Getúlio, SC       | 1        | Rondônia             | 2022           |
| -    | Jorge Seif                | Rio de Janeiro, RJ           | 1        | Santa Catarina       | 2022           |
| -    | Laercio Oliveira          | Recife, PE                   | 1        | Sergipe              | 2022           |
| -    | Marcos Pontes             | Bauru, SP                    | 1        | São Paulo            | 2022           |
| -    | Renan Filho               | Murici, AL                   | 1        | Alagoas              | 2022           |
| -    | Rogério Marinho           | Natal, RN                    | 1        | Rio Grande do Norte  | 2022           |
| -    | Sérgio Moro               | Maringá, PR                  | 1        | Paraná               | 2022           |
| -    | Tereza Cristina           | Campo Grande, MS             | 1        | Mato Grosso do Sul   | 2022           |
| -    | Teresa Leitão             | Recife, PE                   | 1        | Pernambuco           | 2022           |
| -    | Wilder Morais             | Taquaral de Goiás, GO        | 1        | Goiás                | 2022           |

## Suplentes efetivados
A relação abaixo informa quais suplentes de senador foram efetivados em razão da morte, renúncia ou cassação do titular. Os nomes estão em ordem alfabética e grafados em negrito se os mesmos estiverem em exercício e em itálico se já haviam exercido um mandato efetivo em algum momento. À direita consta qual eleição está relacionada à posse, dada a multiplicidade de datas possíveis para a investidura no mandato.
 Acre
| Suplente efetivado   | Senador titular                | Referente às eleições de |
| -------------------- | ------------------------------ | ------------------------ |
| Altevir Leal         | Geraldo Mesquita José Guiomard | 1970 1978                |
| Aníbal Diniz         | Tião Viana                     | 2006                     |
| José Afonso Teixeira | Mailza Gomes                   | 2014                     |
| Laélia de Alcântara  | Adalberto Sena                 | 1974                     |
| Mailza Gomes         | Gladson Cameli                 | 2014                     |

 Alagoas
| Suplente efetivado    | Senador titular               | Referente às eleições de |
| --------------------- | ----------------------------- | ------------------------ |
| Afrânio Lages         | Freitas Cavalcanti            | 1954                     |
| Carlos Lyra           | Arnon de Melo Divaldo Suruagy | 1978 1986                |
| João Lyra             | Guilherme Palmeira            | 1982                     |
| João Tenório          | Teotônio Vilela Filho         | 2002                     |
| Mário Gomes de Barros | Rui Palmeira                  | 1962                     |

 Amazonas
| Suplente efetivado | Senador titular      | Referente às eleições de |
| ------------------ | -------------------- | ------------------------ |
| Álvaro Melo        | Valdemar Pedrosa     | 1945                     |
| Anísio Jobim       | Álvaro Maia          | 1945                     |
| Áureo Melo         | Fábio Lucena         | 1986                     |
| Braga Júnior       | José Esteves         | 1970                     |
| Desiré Guarani     | Artur Virgílio Filho | 1962                     |
| Edmundo Levi       | Mourão Vieira        | 1962                     |
| Eunice Michiles    | João Bosco de Lima   | 1978                     |
| Flávio Brito       | Álvaro Maia          | 1966                     |
| Gilberto Miranda   | Amazonino Mendes     | 1990                     |
| Jefferson Praia    | Jefferson Peres      | 2002                     |
| Leopoldo Peres     | Fábio Lucena         | 1982                     |
| Paulo Coelho       | Cunha Melo           | 1954                     |

 Bahia
| Suplente efetivado    | Senador titular          | Referente às eleições de |
| --------------------- | ------------------------ | ------------------------ |
| Aloysio de Carvalho   | Otávio Mangabeira        | 1958                     |
| Antônio Carlos Júnior | Antônio Carlos Magalhães | 1994, 2002               |
| Antônio Fernandes     | Aloysio de Carvalho      | 1966                     |
| Durval Rocha          | Landulfo Alves           | 1950                     |
| Luís Viana Neto       | Luís Viana Filho         | 1982                     |
| Neves da Rocha        | Landulfo Alves           | 1950                     |
| Ovídio Teixeira       | Juracy Magalhães         | 1954                     |
| Rodolfo Tourinho      | Paulo Souto              | 1998                     |

 Ceará
| Suplente efetivado | Senador titular   | Referente às eleições de |
| ------------------ | ----------------- | ------------------------ |
| Afonso Sancho      | Virgílio Távora   | 1982                     |
| Antônio Jucá       | Carlos Jereissati | 1962                     |
| Fausto Cabral      | Parsifal Barroso  | 1954                     |
| Luiz Girão         | Lúcio Alcântara   | 1994                     |
| Uchôa Lima         | Wilson Gonçalves  | 1970                     |
| Waldemar Alcântara | Paulo Sarasate    | 1966                     |

 Distrito Federal
| Suplente efetivado | Senador titular     | Referente às eleições de |
| ------------------ | ------------------- | ------------------------ |
| Adelmir Santana    | Paulo Octávio       | 2002                     |
| Gim Argello        | Joaquim Roriz       | 2006                     |
| Hélio José         | Rodrigo Rollemberg  | 2010                     |
| Leonel Paiva       | Valmir Campelo      | 1990                     |
| Lindberg Aziz Cury | José Roberto Arruda | 1994                     |
| Pedro Teixeira     | Maurício Corrêa     | 1986                     |
| Ulisses Riedel     | Lauro Campos        | 1994                     |
| Valmir Amaral      | Luiz Estevão        | 1998                     |

 Espírito Santo
| Suplente efetivado | Senador titular      | Referente às eleições de |
| ------------------ | -------------------- | ------------------------ |
| Ana Rita Esgário   | Renato Casagrande    | 2006                     |
| João Batista Mota  | Paulo Hartung        | 1998                     |
| Luís Tinoco        | Henrique Novaes      | 1945                     |
| Ricardo Santos     | José Inácio Ferreira | 1994                     |
| Silvério del Caro  | Atílio Vivacqua      | 1954                     |

 Goiás
| Suplente efetivado   | Senador titular   | Referente às eleições de |
| -------------------- | ----------------- | ------------------------ |
| Costa Pereira        | Pedro Ludovico    | 1945                     |
| Cyro Miranda         | Marconi Perillo   | 2006                     |
| Jacques Silva        | Iram Saraiva      | 1986                     |
| José Saad            | Onofre Quinan     | 1990                     |
| Leoni Mendonça       | Emival Caiado     | 1970                     |
| Luiz Carlos do Carmo | Ronaldo Caiado    | 2014                     |
| Wilder Morais        | Demóstenes Torres | 2010                     |

 Guanabara
| Suplente efetivado | Senador titular | Referente às eleições de |
| ------------------ | --------------- | ------------------------ |
| Hugo Ramos         | Danton Jobim    | 1974                     |

 Maranhão
| Suplente efetivado         | Senador titular                  | Referente às eleições de |
| -------------------------- | -------------------------------- | ------------------------ |
| Américo de Souza           | José Sarney                      | 1978                     |
| Ana Paula Lobato           | Flávio Dino                      | 2022                     |
| Antônio Carvalho Guimarães | Clodomir Cardoso                 | 1945                     |
| Bello Parga                | Américo de Souza Alexandre Costa | 1978 1994                |
| Luís Fernando Freire       | Henrique de La Rocque            | 1974                     |
| Magno Bacelar              | Edison Lobão                     | 1986                     |
| Mauro Fecury               | Roseana Sarney                   | 2002                     |

 Mato Grosso
| Suplente efetivado | Senador titular  | Referente às eleições de |
| ------------------ | ---------------- | ------------------------ |
| Gilberto Goellner  | Jonas Pinheiro   | 2002                     |
| Italívio Coelho    | Filinto Müller   | 1970                     |
| José Medeiros      | Pedro Taques     | 2010                     |
| José Pedro         | Márcio Lacerda   | 1986                     |
| Lopes da Costa     | Correia da Costa | 1958                     |

 Mato Grosso do Sul
| Suplente efetivado | Senador titular  | Referente às eleições de |
| ------------------ | ---------------- | ------------------------ |
| Antônio Russo      | Marisa Serrano   | 2006                     |
| José Fragelli      | Pedro Pedrossian | 1978                     |
| Marco Lúcio        | Wilson Martins   | 1986                     |
| Mendes Canale      | Marcelo Miranda  | 1982                     |
| Valter Pereira     | Ramez Tebet      | 2002                     |

 Minas Gerais
| Suplente efetivado    | Senador titular        | Referente às eleições de |
| --------------------- | ---------------------- | ------------------------ |
| Aelton Freitas        | José Alencar           | 1998                     |
| Alexandre Silveira    | Antônio Anastasia      | 2014                     |
| Alfredo Campos        | Tancredo Neves         | 1978                     |
| Antônio Aureliano     | Clésio Andrade         | 2006                     |
| Clésio Andrade        | Eliseu Resende         | 2006                     |
| Edgar da Mata Machado | Itamar Franco          | 1982                     |
| José Augusto          | Milton Campos          | 1966                     |
| Lael Varella          | Alexandre Silveira     | 2014                     |
| Lima Guimarães        | Lúcio Bittencourt      | 1954                     |
| Nestor Massena        | Fernando de Melo Viana | 1945                     |
| Nogueira da Gama      | Lima Guimarães         | 1954                     |
| Péricles Pinto        | Artur Bernardes Filho  | 1950                     |
| Zezé Perrella         | Itamar Franco          | 2010                     |

 Pará
| Suplente efetivado | Senador titular     | Referente às eleições de |
| ------------------ | ------------------- | ------------------------ |
| Fernando Ribeiro   | Jader Barbalho      | 1994                     |
| Flexa Ribeiro      | Duciomar Costa      | 2002                     |
| João Menezes       | Hélio Gueiros       | 1982                     |
| José Nery          | Ana Júlia Carepa    | 2002                     |
| Juvêncio Dias      | Coutinho Jorge      | 1990                     |
| Paulo Fender       | Lameira Bittencourt | 1957                     |

 Paraíba
| Suplente efetivado | Senador titular     | Referente às eleições de |
| ------------------ | ------------------- | ------------------------ |
| Domício Gondim     | João Agripino       | 1962                     |
| Epitácio Pessoa    | Adalberto Ribeiro   | 1945                     |
| Ivandro Cunha Lima | Rui Carneiro        | 1974                     |
| Maurício Leite     | Milton Cabral       | 1978                     |
| Ney Suassuna       | Antônio Mariz       | 1990                     |
| Raimundo Lira      | Vital do Rego Filho | 2010                     |
| Roberto Cavalcanti | José Maranhão       | 2002                     |
| Wellington Roberto | Humberto Lucena     | 1994                     |

 Paraná
| Suplente efetivado | Senador titular | Referente às eleições de |
| ------------------ | --------------- | ------------------------ |
| Alô Guimarães      | Moisés Lupion   | 1954                     |
| Enéas Faria        | José Richa      | 1978                     |
| Gaspar Veloso      | Alô Guimarães   | 1954                     |
| Hamilton Magalhães | Matos Leão      | 1970                     |
| Leite Chaves       | Álvaro Dias     | 1982                     |
| Melo Braga         | Amaury Silva    | 1962                     |
| Nelson Maculan     | Sousa Naves     | 1958                     |
| Nivaldo Krüger     | Roberto Requião | 1994                     |

 Pernambuco
| Suplente efetivado | Senador titular | Referente às eleições de |
| ------------------ | --------------- | ------------------------ |
| Cid Sampaio        | Nilo Coelho     | 1978                     |
| Djair Brindeiro    | Etelvino Lins   | 1945                     |
| Joel de Holanda    | Marco Maciel    | 1990                     |
| Murilo Paraíso     | Paulo Guerra    | 1970                     |
| Ney Maranhão       | Antônio Farias  | 1986                     |
| Rubens Costa       | Aderbal Jurema  | 1978                     |

 Piauí
| Suplente efetivado | Senador titular  | Referente às eleições de |
| ------------------ | ---------------- | ------------------------ |
| Alberto Silva      | Dirceu Arcoverde | 1978                     |
| Benício Sampaio    | Hugo Napoleão    | 1994                     |
| Bernardino Viana   | Petrônio Portela | 1974                     |
| Regina Sousa       | Wellington Dias  | 2010                     |
| Waldemar Santos    | Arêa Leão        | 1950                     |
| Zé Santana         | Regina Sousa     | 2010                     |

 Rio de Janeiro
| Suplente efetivado   | Senador titular     | Referente às eleições de |
| -------------------- | ------------------- | ------------------------ |
| Abdias do Nascimento | Darcy Ribeiro       | 1990                     |
| Arlindo Rodrigues    | Tarcísio Miranda    | 1954                     |
| Carlos Portinho      | Arolde de Oliveira  | 2018                     |
| Geraldo Cândido      | Benedita da Silva   | 1994                     |
| Hydekel de Freitas   | Afonso Arinos       | 1986                     |
| Jamil Haddad         | Saturnino Braga     | 1982                     |
| Moreira Filho        | Sá Tinoco           | 1950                     |
| Régis Fichtner       | Sérgio Cabral Filho | 2002                     |

 Rio Grande do Norte
| Suplente efetivado    | Senador titular       | Referente às eleições de |
| --------------------- | --------------------- | ------------------------ |
| Dario Pereira         | José Agripino Maia    | 1986                     |
| Fernando Bezerra      | Garibaldi Alves Filho | 1990                     |
| Garibaldi Alves       | Rosalba Ciarlini      | 2006                     |
| Jean Paul Prates      | Fátima Bezerra        | 2014                     |
| Kerginaldo Cavalcanti | João Câmara           | 1947                     |
| Luís de Barros        | Duarte Filho          | 1966                     |
| Manuel Vilaça         | Walfredo Gurgel       | 1962                     |
| Martins Filho         | Jessé Freire          | 1978                     |
| Moacir Duarte         | Dinarte Mariz         | 1978                     |
| Sérgio Marinho        | Georgino Avelino      | 1954                     |

 Rio Grande do Sul
| Suplente efetivado | Senador titular    | Referente às eleições de |
| ------------------ | ------------------ | ------------------------ |
| Alfredo Simch      | Ernesto Dorneles   | 1945                     |
| Braga Pinheiro     | Salgado Filho      | 1947                     |
| Camilo Mércio      | Getúlio Vargas     | 1945                     |
| Mem de Sá          | Armando Câmara     | 1954                     |
| Otávio Cardoso     | Tarso Dutra        | 1978                     |
| Primio Beck        | Alberto Pasqualini | 1950                     |

 Rondônia
| Suplente efetivado | Senador titular | Referente às eleições de |
| ------------------ | --------------- | ------------------------ |
| Amir Lando         | Olavo Pires     | 1986                     |
| Fernando Matusalém | Ernandes Amorim | 1994                     |
| Moreira Mendes     | José Bianco     | 1994                     |

 Roraima
| Suplente efetivado | Senador titular | Referente às eleições de |
| ------------------ | --------------- | ------------------------ |
| João França Alves  | Hélio Campos    | 1990                     |

 Santa Catarina
| Suplente efetivado | Senador titular            | Referente às eleições de |
| ------------------ | -------------------------- | ------------------------ |
| Arnor Damiani      | Lenoir Vargas              | 1978                     |
| Benjamin Gallotti  | Nereu Ramos                | 1954                     |
| Casildo Maldaner   | Raimundo Colombo           | 2006                     |
| Dalírio Beber      | Luiz Henrique da Silveira  | 2010                     |
| Geraldo Althoff    | Vilson Kleinübing          | 1994                     |
| Ivete da Silveira  | Jorginho Mello             | 2018                     |
| Neuto de Conto     | Leonel Pavan               | 2002                     |
| Otair Becker       | Antônio Carlos Konder Reis | 1970                     |
| Sandra Guidi       | Esperidião Amin            | 1990                     |

 São Paulo
| Suplente efetivado        | Senador titular           | Referente às eleições de |
| ------------------------- | ------------------------- | ------------------------ |
| Alexandre Giordano        | Major Olímpio             | 2018                     |
| Eva Blay                  | Fernando Henrique Cardoso | 1986                     |
| Fernando Henrique Cardoso | Franco Montoro            | 1978                     |
| Lineu Prestes             | César Vergueiro           | 1950                     |
| Otto Lehmann              | Orlando Zancaner          | 1970                     |
| Rodolfo Miranda           | Roberto Simonsen          | 1947                     |

 Sergipe
| Suplente efetivado | Senador titular | Referente às eleições de |
| ------------------ | --------------- | ------------------------ |
| Jorge Maynard      | Maynard Gomes   | 1954                     |
| José Alves         | Albano Franco   | 1990                     |
| José Rollemberg    | Leite Neto      | 1962                     |

 Tocantins
| Suplente efetivado | Senador titular | Referente às eleições de |
| ------------------ | --------------- | ------------------------ |
| Ataídes Oliveira   | João Ribeiro    | 2010                     |

## Posse por decisão judicial
Relacionamos a seguir quais senadores foram empossados mediante decisão judicial. Os nomes estão dispostos em ordem alfabética segundo o respectivo estado ou Distrito Federal e grafados em negrito se os mesmos estiverem no exercício do mandato. A investidura de senadores a partir do final de 2011 é resultado da decisão do Supremo Tribunal Federal a respeito da Lei da Ficha Limpa que, segundo o colegiado, só terá vigência a partir de 2012.
| Unidade federativa | Senador empossado | Data da posse                           | Senador afastado |
| ------------------ | ----------------- | --------------------------------------- | ---------------- |
| Amapá              | Gilvam Borges     | 15 de dezembro de 2005 Referente a 2002 | João Capiberibe  |
| Amapá              | João Capiberibe   | 29 de novembro de 2011 Referente a 2010 | Gilvam Borges    |
| Pará               | Jader Barbalho    | 28 de dezembro de 2011 Referente a 2010 | Marinor Brito    |
| Paraíba            | Cássio Cunha Lima | 8 de novembro de 2011 Referente a 2010  | Wilson Santiago  |
| Rondônia           | Acir Gurgacz      | 5 de novembro de 2009 Referente a 2006  | Expedito Júnior  |

## Mandatos intermitentes
Nesta relação constam os suplentes convocados para o exercício do mandato por afastamento do titular para exercer os cargos de ministro de estado, governador de território federal, secretário de estado, do Distrito Federal, de território federal e de prefeitura de capital. Os nomes estão dispostos em ordem alfabética segundo a respectiva unidade federativa e grafados: em negrito se os mesmos estiverem no exercício do mandato ou em itálico se os suplentes chegaram a exercer um mandato efetivo em outra ocasião.
Por questão de praticidade não incluímos na lista suplentes convocados para ocupar vagas mediante licença do titular para tratamento de saúde ou para resolver assunto de natureza particular.
 Acre
| Suplente empossado | Período do mandato           | Senador efetivo |
| ------------------ | ---------------------------- | --------------- |
| Sibá Machado       | 2003 a 2008 Referente a 2002 | Marina Silva    |

 Alagoas
| Suplente empossado | Período do mandato               | Senador efetivo |
| ------------------ | -------------------------------- | --------------- |
| Djalma Falcão      | 1998 a 1999 Referente a 1994     | Renan Calheiros |
| Fernando Farias    | Assumiu em 2023 Referente a 2022 | Renan Filho     |

 Amazonas
| Suplente empossado | Período do mandato           | Senador efetivo    |
| ------------------ | ---------------------------- | ------------------ |
| João Pedro Costa   | 2007 a 2011 Referente a 2006 | Alfredo Nascimento |
| Sandra Braga       | 2015 a 2016 Referente a 2010 | Eduardo Braga      |

 Bahia
| Suplente empossado | Período do mandato           | Senador efetivo |
| ------------------ | ---------------------------- | --------------- |
| Djalma Bessa       | 1998 a 2001 Referente a 1994 | Waldeck Ornelas |

 Ceará
| Suplente empossado | Período do mandato                              | Senador efetivo        |
| ------------------ | ----------------------------------------------- | ---------------------- |
| Almir Pinto        | 1979 a 1985 Referente a 1978                    | César Cals             |
| Augusta Brito      | Assumiu em 2023 Referente a 2022                | Camilo Santana         |
| Reginaldo Duarte   | 1994 a 1995 2004 a 2006 Referente a 1990 e 1998 | Beni Veras Luiz Pontes |

 Distrito Federal
| Suplente empossado | Período do mandato           | Senador efetivo   |
| ------------------ | ---------------------------- | ----------------- |
| Eurípedes Camargo  | 2003 a 2004 Referente a 2002 | Cristovam Buarque |

 Espírito Santo
| Suplente empossado | Período do mandato                | Senador efetivo |
| ------------------ | --------------------------------- | --------------- |
| Jonice Tristão     | 1994 a 1995 1999 Referente a 1990 | Élcio Álvares   |

 Goiás
| Suplente empossado | Período do mandato           | Senador efetivo |
| ------------------ | ---------------------------- | --------------- |
| Otoniel Machado    | 1997 a 1998 Referente a 1994 | Iris Rezende    |

 Guanabara
| Suplente empossado  | Período do mandato           | Senador efetivo      |
| ------------------- | ---------------------------- | -------------------- |
| Guilherme Malaquias | 1954 a 1955 Referente a 1950 | Alencastro Guimarães |
| Venâncio Igrejas    | 1961; 1962 Referente a 1958  | Afonso Arinos        |

 Maranhão
| Suplente empossado | Período do mandato                              | Senador efetivo |
| ------------------ | ----------------------------------------------- | --------------- |
| Edison Lobão Filho | 2008 a 2010 2011 a 2015 Referente a 2002 e 2010 | Edison Lobão    |

 Mato Grosso
| Suplente empossado | Período do mandato               | Senador efetivo |
| ------------------ | -------------------------------- | --------------- |
| Margareth Busetti  | Assumiu em 2023 Referente a 2020 | Carlos Fávaro   |

 Mato Grosso do Sul
| Suplente empossado | Período do mandato    | Senador efetivo |
| ------------------ | --------------------- | --------------- |
| Pedro Ubirajara    | 2001 Referente a 1994 | Ramez Tebet     |

 Minas Gerais
| Suplente empossado | Período do mandato           | Senador efetivo |
| ------------------ | ---------------------------- | --------------- |
| Morvan Acaiaba     | 1984 a 1985 Referente a 1978 | Murilo Badaró   |
| Regina Assunção    | 1996 a 1998 Referente a 1994 | Arlindo Porto   |
| Wellington Salgado | 2005 a 2010 Referente a 2002 | Hélio Costa     |

 Pará
| Suplente empossado | Período do mandato           | Senador efetivo   |
| ------------------ | ---------------------------- | ----------------- |
| Milton Trindade    | 1967 a 1974 Referente a 1966 | Jarbas Passarinho |
| Oziel Carneiro     | 1990 a 1991 Referente a 1986 | Jarbas Passarinho |

 Paraíba
| Suplente empossado | Período do mandato           | Senador efetivo |
| ------------------ | ---------------------------- | --------------- |
| Robinson Viana     | 2001 a 2002 Referente a 1998 | Ney Suassuna    |

 Paraná
| Suplente empossado       | Período do mandato                       | Senador efetivo                |
| ------------------------ | ---------------------------------------- | ------------------------------ |
| Enéas Faria              | 1992 Referente a 1986                    | Afonso Camargo                 |
| Luiz Alberto de Oliveira | 1992 a 1993 1995 a 1996 Referente a 1990 | José Eduardo de Andrade Vieira |
| Otávio Cesário Júnior    | 1974 a 1978 Referente a 1966             | Ney Braga                      |
| Roberto Wypych           | 1985 a 1986 Referente a 1978             | Afonso Camargo                 |
| Sérgio Souza             | 2011 a 2014 Referente a 2010             | Gleisi Hoffmann                |

 Pernambuco
| Suplente empossado | Período do mandato           | Senador efetivo         |
| ------------------ | ---------------------------- | ----------------------- |
| Antônio Baltar     | 1960 a 1961 Referente a 1958 | Barros Carvalho         |
| Douglas Cintra     | 2015 a 2016 Referente a 2010 | Armando Monteiro        |
| Hélio Coutinho     | 1950 a 1951 Referente a 1945 | Antônio de Novais Filho |
| Nivaldo Machado    | 1985 a 1987 Referente a 1982 | Marco Maciel            |

 Piauí
| Suplente empossado | Período do mandato                       | Senador efetivo |
| ------------------ | ---------------------------------------- | --------------- |
| Álvaro Pacheco     | 1987 a 1989 1992 a 1993 Referente a 1986 | Hugo Napoleão   |
| Eliane Nogueira    | 2021 a 2023 Referente a 2018             | Ciro Nogueira   |
| Elói Portela       | 1998 a 1999 Referente a 1994             | Freitas Neto    |
| Jussara Lima       | Assumiu em 2023 Referente a 2022         | Wellington Dias |

 Rio de Janeiro
| Suplente empossado | Período do mandato           | Senador efetivo  |
| ------------------ | ---------------------------- | ---------------- |
| Eduardo Lopes      | 2012 a 2015 Referente a 2010 | Marcelo Crivella |
| Paulo Duque        | 2007 a 2010 Referente a 2002 | Régis Fichtner   |

 Rio Grande do Norte
| Suplente empossado | Período do mandato           | Senador efetivo       |
| ------------------ | ---------------------------- | --------------------- |
| Agnelo Alves       | 1999 a 2001 Referente a 1998 | Fernando Bezerra      |
| Paulo Davim        | 2011 a 2015 Referente a 2010 | Garibaldi Alves Filho |

 Rio Grande do Sul
| Suplente empossado | Período do mandato           | Senador efetivo  |
| ------------------ | ---------------------------- | ---------------- |
| Alberto Hoffmann   | 1990 a 1991 Referente a 1982 | Carlos Chiarelli |
| Alcides Saldanha   | 1985 a 1986 Referente a 1978 | Pedro Simon      |
| Gay da Fonseca     | 1966 Referente a 1962        | Mem de Sá        |

 Rondônia
| Suplente empossado | Período do mandato           | Senador efetivo  |
| ------------------ | ---------------------------- | ---------------- |
| Alcides Paio       | 1985 a 1986 Referente a 1982 | Claudionor Roriz |
| Mário Calixto      | 2004 a 2005 Referente a 1998 | Amir Lando       |

 Roraima
| Suplente empossado | Período do mandato                          | Senador efetivo |
| ------------------ | ------------------------------------------- | --------------- |
| Wirlande da Luz    | 2005 Referente a 2002 2016 Referente a 2010 | Romero Jucá     |

 Santa Catarina
| Suplente empossado | Período do mandato           | Senador efetivo  |
| ------------------ | ---------------------------- | ---------------- |
| Ivan Bonato        | 1986 a 1987 Referente a 1982 | Jorge Bornhausen |

 São Paulo
| Suplente empossado       | Período do mandato                       | Senador efetivo    |
| ------------------------ | ---------------------------------------- | ------------------ |
| Antonio Carlos Rodrigues | 2012 a 2014 Referente a 2010             | Marta Suplicy      |
| João Vaccari Neto        | 2011 Referente a 2002                    | Aloizio Mercadante |
| Pedro Piva               | 1995 a 1996 1998 a 2002 Referente a 1994 | José Serra         |

 Tocantins
| Suplente empossado | Período do mandato           | Senador efetivo |
| ------------------ | ---------------------------- | --------------- |
| Donizeti Nogueira  | 2015 a 2016 Referente a 2014 | Kátia Abreu     |

## Senadores não homologados
Entre 1966 e 1986 a legislação brasileira adotou a sublegenda, instrumento casuístico segundo o qual seria eleito senador não o candidato mais votado individualmente e sim aquele cujo partido obtivesse a maior soma de votos. Por conta dessa regra a composição das bancadas estaduais sofreram alterações.
| Unidade federativa | Candidato mais votado | Contexto político                                                                                  | Senador eleito        |
| ------------------ | --------------------- | -------------------------------------------------------------------------------------------------- | --------------------- |
| Acre               | Jorge Kalume          | Derrotado na eleição para senador em 1986, foi eleito prefeito de Rio Branco em 1988.              | Aluísio Bezerra       |
| Alagoas            | José de Moura Rocha   | Derrotado na eleição para senador em 1978 não disputou novos pleitos.                              | Luís Cavalcante       |
| Amazonas           | Fábio Lucena          | Derrotado na eleição para senador em 1978 conseguiu vencer em 1982.                                | João Bosco de Lima    |
| Espírito Santo     | Camilo Cola           | Derrotado na eleição para senador em 1982, foi suplente de João Calmon em 1986.                    | José Ignácio Ferreira |
| Espírito Santo     | Solon Marques         | Derrotado na eleição para senador em 1966, foi eleito prefeito de Vila Velha em 1972.              | Carlos Lindenberg     |
| Espírito Santo     | Theodorico Ferraço    | Derrotado na eleição para senador em 1986, foi eleito prefeito de Cachoeiro de Itapemirim em 1988. | João Calmon           |
| Mato Grosso        | Raimundo Pombo        | Derrotado na eleição para senador em 1978 e para governador em 1982.                               | Vicente Vuolo         |
| Mato Grosso do Sul | Pedro Pedrossian      | Derrotado na eleição para senador em 1986 elegeu-se governador em 1990.                            | Saldanha Derzi        |
| Pará               | Jarbas Passarinho     | Derrotado na eleição para senador em 1982, conseguiu vencer em 1986.                               | Hélio Gueiros         |
| Paraíba            | Ivan Bichara          | Derrotado na eleição para senador em 1978 abandonou a vida política.                               | Humberto Lucena       |
| Paraná             | Túlio Vargas          | Derrotado na eleição para senador em 1978 abandonou a vida política.                               | José Richa            |
| Pernambuco         | Jarbas Vasconcelos    | Derrotado em 1978, foi eleito deputado federal em 1982.                                            | Nilo Coelho           |
| Piauí              | Chagas Rodrigues      | Derrotado na eleição para senador em 1982, conseguiu vencer em 1986.                               | João Lobo             |
| Rio Grande do Sul  | Nelson Marchezan      | Derrotado na eleição para senador em 1986 e para governador em 1990.                               | José Paulo Bisol      |
| Rio Grande do Sul  | Paulo Brossard        | Derrotado na eleição para senador em 1982, foi consultor-geral da República no Governo Sarney.     | Carlos Chiarelli      |
| Rio Grande do Sul  | Siegfried Heuser      | Derrotado na eleição para senador em 1966, foi eleito deputado federal em 1982.                    | Guido Mondin          |
| Rondônia           | Chiquilito Erse       | Derrotado na eleição para senador em 1986, foi eleito prefeito de Porto Velho em 1988.             | Ronaldo Aragão        |